# Vellutada del salze
La vellutada del salze (Nymphalis antiopa) és una espècie de lepidòpter ditrisi de la família Nymphalidae, àmpliament distribuïda per Euràsia i Amèrica del Nord.

## Distribució i hàbitat
Viu a Nord Amèrica, entre la línia de la tundra del Canadà i Alaska pel nord, fins a la regió central de Mèxic pel sud. També és possible trobar-la en molt rares ocasions en el nord d'Amèrica del Sud. També habita el nord d'Euràsia, des d'Anglaterra fins al Japó.

## Característiques
Envergadura alar d'entre 62 i 70 mm. Les seves ales granada fosc es caracteritzen per una vora blanca groguenca, que té al costat d'ell una banda de punts blaus iridescents. Vistes de prop, les ales són iridescents.

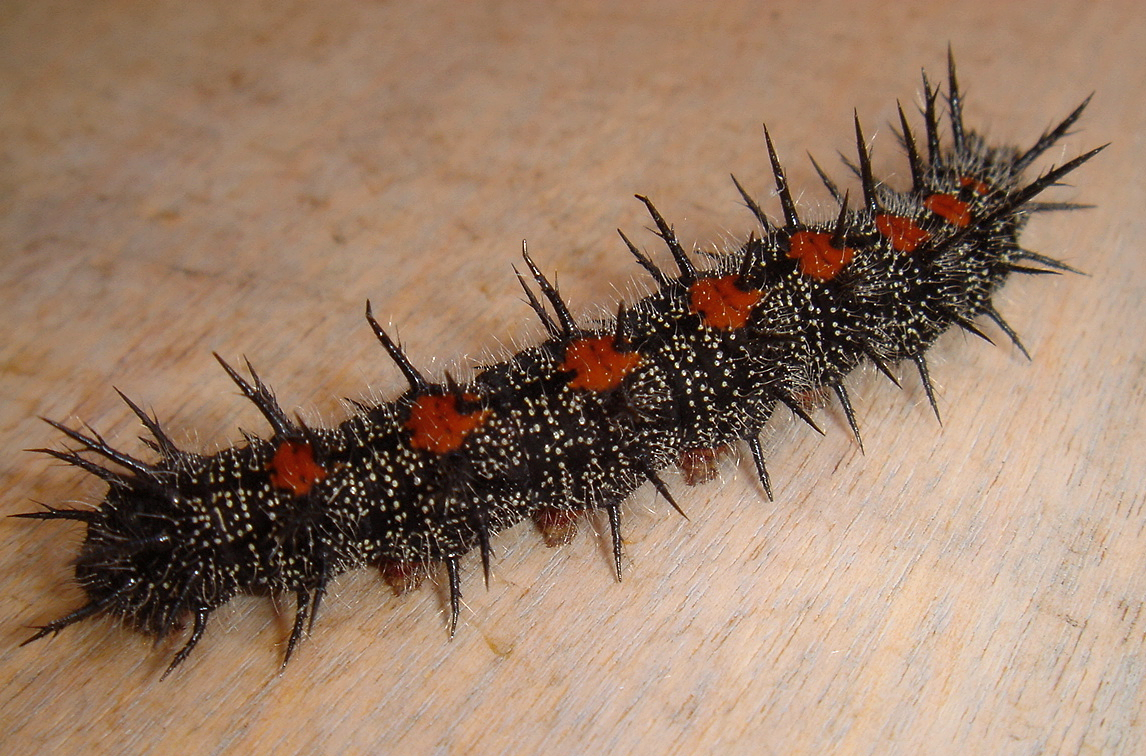
Eruga
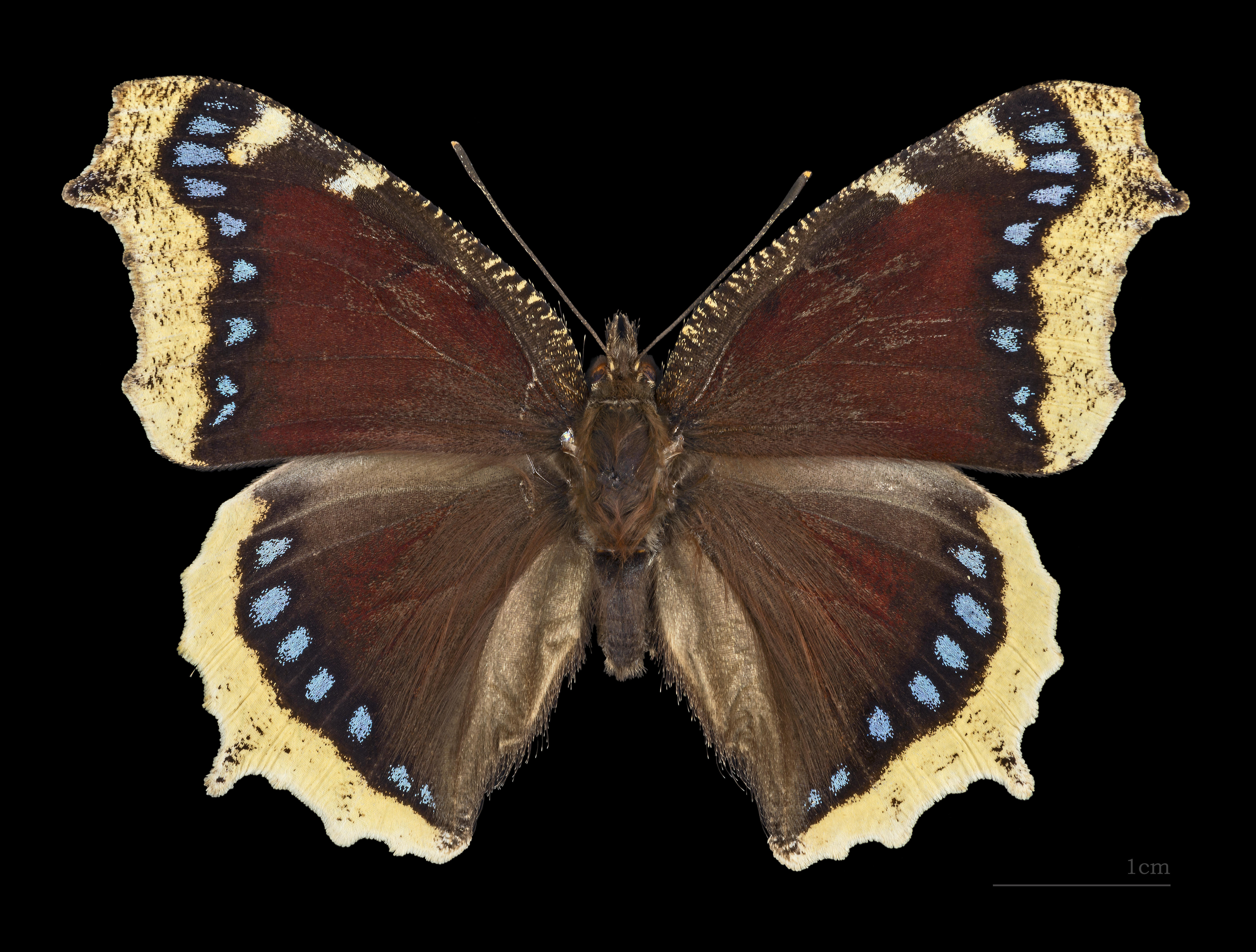
♂
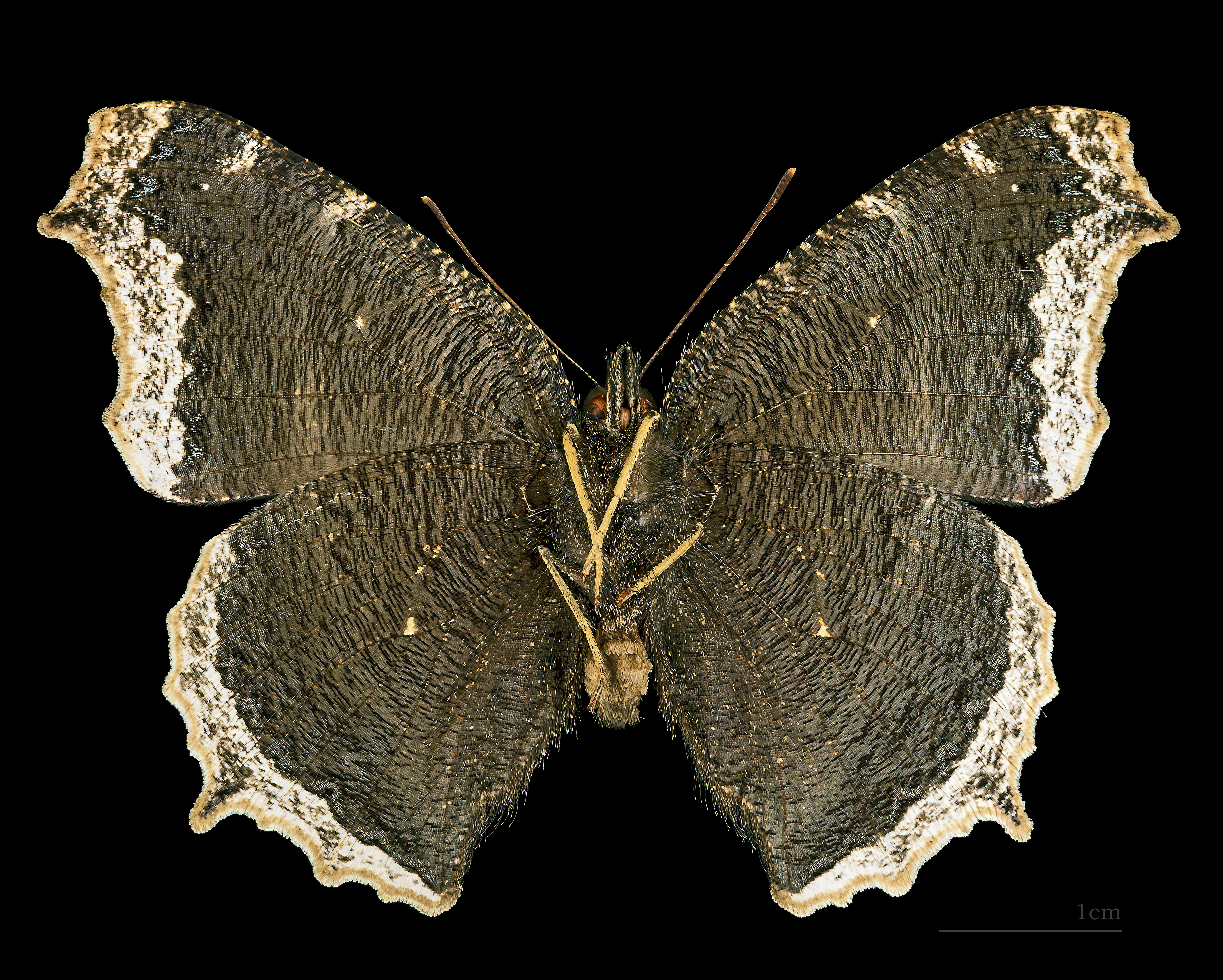
♂ △

## Hàbitat
Divers: boscos, barrancs, parcs i jardins... L'eruga s'alimenta de diferents espècies de Salix i Populus.